# Сєнненський район
Сєненський район (біл. Сенненскі раён) — адміністративна одиниця на південному сході Вітебської області.
Районний центр — місто Сєнно.

## Географія
Територія — 1964 км². Довжина з півночі на південь — близько 40 км, із заходу на схід — порядку 70 км. Район лежить на Оршанській височині і межує із Вітебським, Лепельським, Оршанським, Толочинським, Чашницьким і Бешенковицьким районами.
Великих річок тут не має, є близько 30 дрібних рік і струмків загальною довжиною приблизно 300 км. У районі налічується 53 озера, самі великі — Сєннецьке, Березенське, Серокоротнянське, Кічино, Велике Святе, Соїно, Ходцевське, Богданівське. Ліси займають 41,9% території району.
Річки: Свічанка.

## Адміністративний поділ
Район офіційно ділиться на 8 сільрад: Бєлицьку, Богданівську, Богушевську, Коковчинську, Мошканську, Немойтовську, Студенковську і Ходцевську.

## Історія
В 1772 році Сєнно і його околиці ввійшли до складу Російської імперії, ставши повітовим містом Могилівської губернії.
В 1924 році Сєннецький повіт був включений до складу БРСР, трохи пізніше — перетворений у район (24.07.1924) Нинішні границі визначилися в 1960-х.

## Демографія
За даними відділу статистики населення Сєнненського району на 1 січня 2008 року населення становило 27,8 тис. чоловік, у тому числі міське населення — 10,8 тис. чоловік, сільське — 17 тис. чоловік. Працездатного населення — 16,2 тис. чоловік.
Національний склад за підсумками перепису населення 1999 року: білоруси — 93,7%, росіяни — 2,4%, українці — 1,8%.
Усього є 336 населених пунктів, враховуючі Сєнно й Богушевськ.

## Відомі уродженці
- Петро Миронович Машеров
- Заїр Ісаакович Азгур

## Економіка

### Транспорт
По Сєннецькому районі пролягає залізнична колія Орша — Лепель і Орша — Вітебськ. Також недалеко від Сєнно проходить нафтопровід Унеча — Полоцьк. В районі широко розвинена мережа автобусного транспорту.

## Визначні пам'ятки
- Богушевськ
  - церква св. Петра й Павла
  - цвинтар єврейський
- Буй
  - церква Покровська
- Заозер'я
  - садиба
  - парк
- Застодольє
  - церква Троіцька
- Мощени
  - виробничий корпус
- Оболь
  - церква св. Володимира
- Полум'я
  - садиба «Стара Беліца» Святських
  - садибний будинок
  - парк
  - спиртзавод
  - спиртосховище
  - госбудівля
- Погребенка
- поштова станція
- Сєнно
  - церква св. Миколи
  - каплиця католич. Троіцька
  - цвинтар єврейський
- Турово
  - госбудівля
- Ходци
- садиба
- госбудівлі